# Jackie Wilson
Jack Leroy Wilson znany jako Jackie Wilson (ur. 9 czerwca 1934 w Detroit, zm. 21 stycznia 1984 w Mount Holly) – amerykański śpiewak popowy.
W roku 1987 Jackie Wilson został wprowadzony do Rock and Roll Hall of Fame.

## Dyskografia
- 1958: He's So Fine
- 1959: Lonely Teardrops
- 1959: So Much
- 1960: Jackie Sings the Blues
- 1960: A Woman, a Lover, a Friend
- 1961:You Ain't Heard Nothin' Yet
- 1961: By Special Request
- 1962: Body and Soul
- 1962: Jackie Wilson at the Copa
- 1963: Jackie Wilson Sings the World's Greatest Melodies
- 1963: Baby Workout
- 1963: Shake a Hand (z Lindą Hopkins)
- 1964: Somethin' Else!!!
- 1965: Soul Time
- 1965: Spotlight on Jackie Wilson!
- 1966: Whispers
- 1967: Higher and Higher
- 1968: Manufacturers of Soul (z Countem Basie)
- 1968: I Get the Sweetest Feeling
- 1969: Do Your Thing
- 1970: This Love is Real
- 1971: You Got Me Walkin
- 1972: It's All A Part Of love
- 1973: Beautiful Day
- 1974: Nowstalgia
- 1976: Nobody But You